# بلوک (جیرفت)
بلوک، شهری در بخش اسماعیلی شهرستان جیرفت در استان کرمان ایران است. این شهر، مرکز بخش اسماعیلی است.
این شهر از بهم پیوستن روستاهای بلوک، امیرآباد، حسین‌آباد و محمدآباد سفلی تشکیل شد.

## جمعیت
بر پایه سرشماری عمومی نفوس و مسکن در سال ۱۳۹۵، جمعیت شهر بلوک برابر با ۵٬۳۰۴ نفر (۱٬۴۴۹ خانوار) بوده است.